# Häckningsparasitism

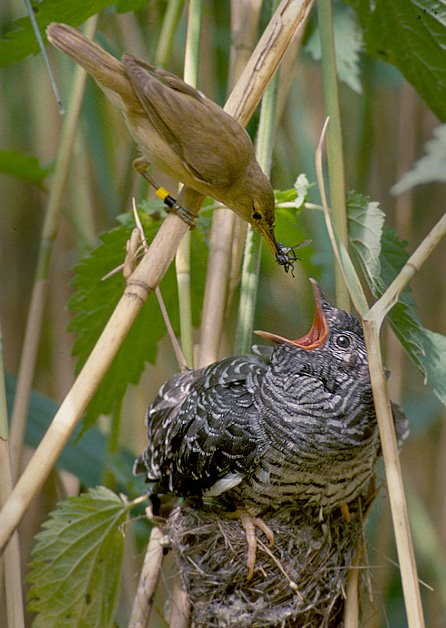
En nästan flygfärdig gökunge utfodras av en rörsångare

Häckningsparasitism, boparasitism eller kullparasitism är ett beteende som  förekommer hos fåglar, insekter och även vissa fiskarter (malar). Det innebär att honan lägger sitt ägg i en annan individs bo och överlåter ruvningen och uppfödningen åt den andra värden. Det förekommer både utomartshäckningsparasitism (interspecifik parasitism) och inomartshäckningsparasitism (intraspecifik parasitism). Häckningsparasitism är att se som en form av aggressiv mimikry.

## Interspecifik parasitism
Utomartsparasitism är en häckningsstrategi som nyttjas av flera olika fåglar, exempelvis en förhållandevis stor minoritet av arterna inom familjen gökar. Göken (Cuculus canorus) är främst inriktad på ett specifikt antal tättingarter, som förekommer i olika biotoper, i vars bon den lägger sina ägg. Trots detta har gökägg påträffats hos fler än 150 olika arter i Europa. Gökens ägg påminner om värdfågelns ägg vilket är genetiskt betingat. Olika populationer har genom evolution fått ägg som efterliknar specifika arter, så kallade äggmorfer. Exempelvis lägger en viss population gökar ägg som påminner om rörsångarens ägg och denna population gökar lägger alltid sina ägg hos just rörsångare. Andra fågelfamiljer där det förekommer häckningsparasitism är honungsvisare (Indicatoridae), vissa änkor (Viduidae) och trupialer (Icteridae).
Vanligt är att arten nyttjar sig av värddjur vars ungar är mindre så att artens ungar snabbt kan konkurrera ut värddjurets ungar. Antingen knuffas värddjurets ungar ur boet eller också äts de upp av den parasiterande ungen.
Fenomenet beskrevs redan 1678 av John Ray, i en beskrivning av göken, i hans bok The Ornithology of Francis Willughby.

## Intraspecifik parasitism
Länge ansågs inomartsparasitism vara ett ovanligt fenomen men sentida ekologiska studier har visat att detta häckningssystem är mycket utbrett, och företeelsen rapporteras ständigt från nya arter. 2001 sammanställdes en lista i den ornitologiska tidskriften Ibis där man konstaterade att fenomenet konstaterats hos 236 arter. Till skillnad från arter som ägnar sig åt utomartsparasitism så brukar den inomartsparasiterande honan även själv ruva en kull, varför parasiterandet ökar möjligheten till häckningsframgång. Strategin förekommer främst hos arter med borymmande ungar som oftast har större kullar och som påbörjar ruvningen när alla ägg är lagda vilket gör att kullen bitvis är ganska oskyddad. Borymmande ungar kräver även en mindre insats från föräldrarna när de väl är kläckta. Inomartsparasitism är också vanligare bland arter som häckar kolonivis eller i hål hackade, eller utgrävda, av andra arter. Inomartsparasitism är exempelvis vanlig bland arter av andfåglar, doppingar och hönsfåglar. Även strutsen kan lägga sina ägg hos en annan individ och den enda kända rovfågeln är den kolonihäckande rödfalken (Falco naumanni). Det förekommer även inom insektsvärlden: Exempelvis kan honan hos murarbiet Osmia cornifrons tränga in i bon hos andra honor av samma art, förstöra ägget och ersätta det med sitt eget.